# Una finestra nella notte
Una finestra nella notte ('night, Mother) è un film del 1986 diretto da Tom Moore e interpretato da Sissy Spacek e Anne Bancroft.
Sceneggiato da Marsha Norman, autrice del testo teatrale omonimo, fu presentato in anteprima al Toronto Film Festival.

## Trama
Jessie, una quarantenne che vive con la madre vedova Thelma, soffe di epilessia, ha un matrimonio fallito alle spalle e un figlio in galera. Un pomeriggio Jessie inizia a rassettare la casa con maniacale scrupolosità e annuncia con lucidità a Thelma che ha intenzione di suicidarsi la sera stessa usando la pistola del padre. Thelma, inizialmente incredula, inizia una conversazione con la figlia, durante la quale emergono verità taciute e recriminazioni. Nonostante i tentativi di dissuasione della madre, Jessie non si smuove dal suo proposito: nel finale del film si congederà dal genitore con il consueto "Notte, mamma", si chiuderà a chiave nella sua stanza e porrà fine alla sua esistenza, mentre Thelma disperata busserà implorante alla sua porta.

## Riconoscimenti
- 1987 - Golden Globe
  - Candidatura alla miglior attrice in un film drammatico ad Anne Bancroft